# Приключения китайчат
«Приключе́ния китайча́т» — советский короткометражный кукольный мультфильм режиссёра Марии Бендерской. Был снят на студии «Межрабпомфильм» в 1928 году. Одна из первых работ в объёмной мультипликации.

## Сюжет
Крестьянские дети, брат с сестрой, были вынуждены бежать из Китая и скитаться по свету до тех пор, пока не обрели свой дом в Советском Союзе.

## История создания
В августе 1927 года в Главный репертуарный комитет поступила сценарная заявка за авторством В. Левентона «Приключения китайчат» в стихах. В отзыве за подписью политредактора Щеголькова значилось: «Считаю сценарий ни педагогически, ни цензурно не приемлемым», с ним не согласился политредактор Никитин: «Цензурных оснований для запрещения нет». Методист Дошкольного отдела Наркомпроса Э. Залкинд подытожила:

…содержание сценария противоречит основным принципиальным требованиям, предъявляемым к детской картине, книге и рассказу советской педагогикою и воскрешает старую волшебную сказку.
— Эсфирь Залкинд, методист НКП
Сценарий был возвращён на переработку и к сентябрю того же года поступил в новой редакции вновь в стихотворной форме, но с почти полным отсутствием жанровых признаков сказки.
С несколькими рекомендациями фильм запустили в производство. В мае 1928 года Главрепертком принял фильм, выставив условие написания нового, более качественного текста.

## Съёмочная группа
- сценарист — В. Левингтон
- режиссёр и художник-кукловод — Мария Бендерская
- оператор — Самуил Бендерский

даётся по титрам фильма и Аннотированному каталогу «Советские художественные фильмы» т. 1 (1961)